# Herramientas hidráulicas de rescate

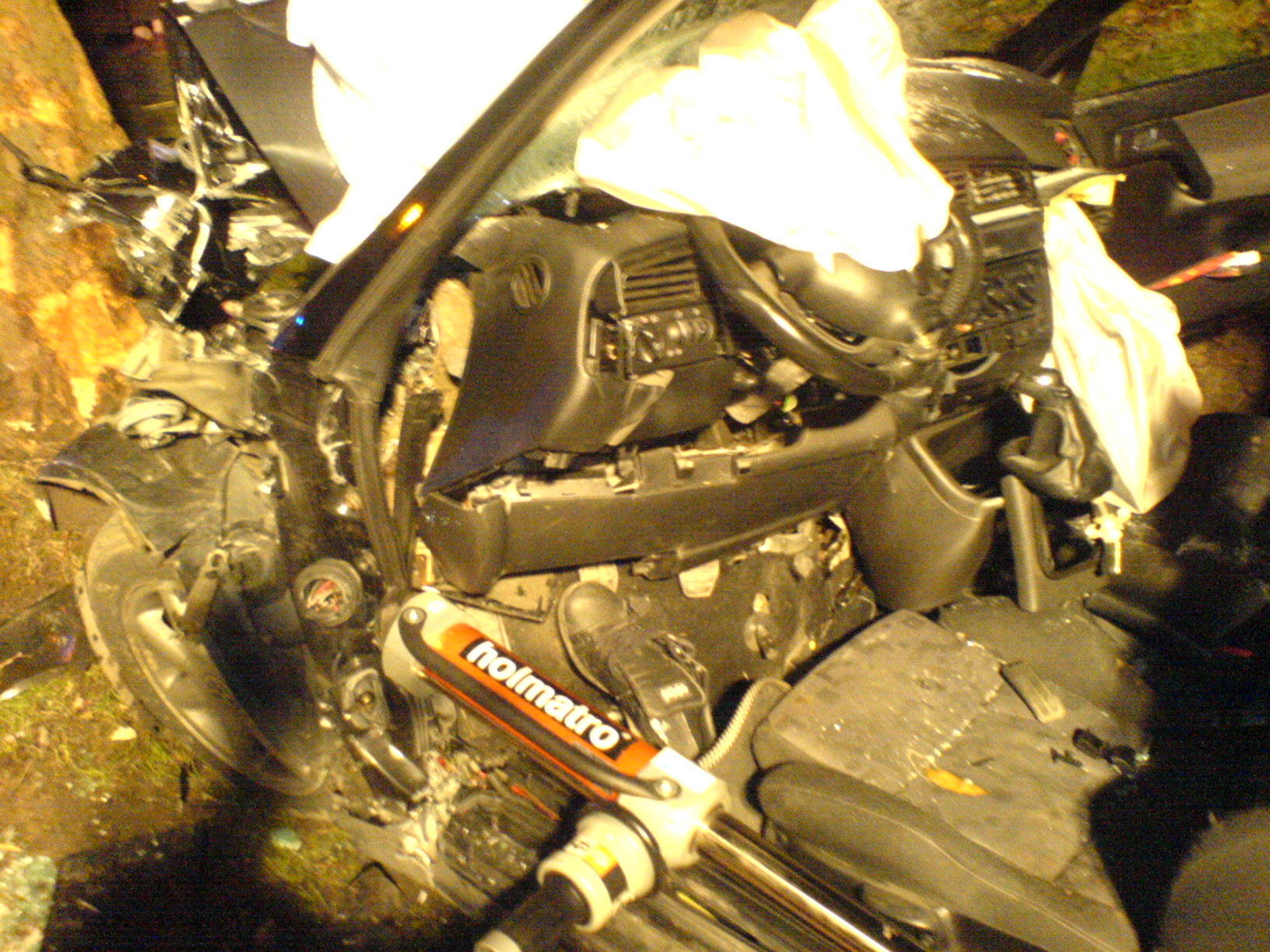
Un pistón hidráulico (ram), es usado para separar el frente de un auto (tablero y motor) y así liberar al conductor. En esta foto puede verse el asiento del conductor a la derecha. El volante se ha separado hacia adelante y la puerta del lado del conductor ha sido retirada. La rueda delantera del lado del conductor puede verse a la izquierda. Las bolsas de protección (airbags) para conductor y copiloto se han desplegado y se observan como montones de tela blanca. El pistón hidráulico es de marca "holmatro".

Las herramientas hidráulicas de rescate son utilizadas para auxiliar en la extracción de víctimas de un vehículo que se haya visto involucrado en un accidente automovilístico, así como de otros espaciós pequeños. Entre las herramientas se encuentran cizallas, expansores, rams (arietes telescópicos). Son conocidas popularmente como "Mandíbulas de vida" (Jaws of life) que es una marca de IDEX Corporation.
Las herramientas hidráulicas de rescate son accionadas a través de una bomba hidráulica la cual puede ser manual o accionada por un motor o por la misma herramienta. Estas herramientas pueden ser de actuación sencilla en donde la presión hidráulica se provee en una sola dirección, y el retorno a la posición inicial se logra a través de un sistema de resortes y una válvula de alivio. También pueden ser de doble acción en donde la presión hidráulica es usada para abrir o cerrar el sistema de cilindros. 

## Historia

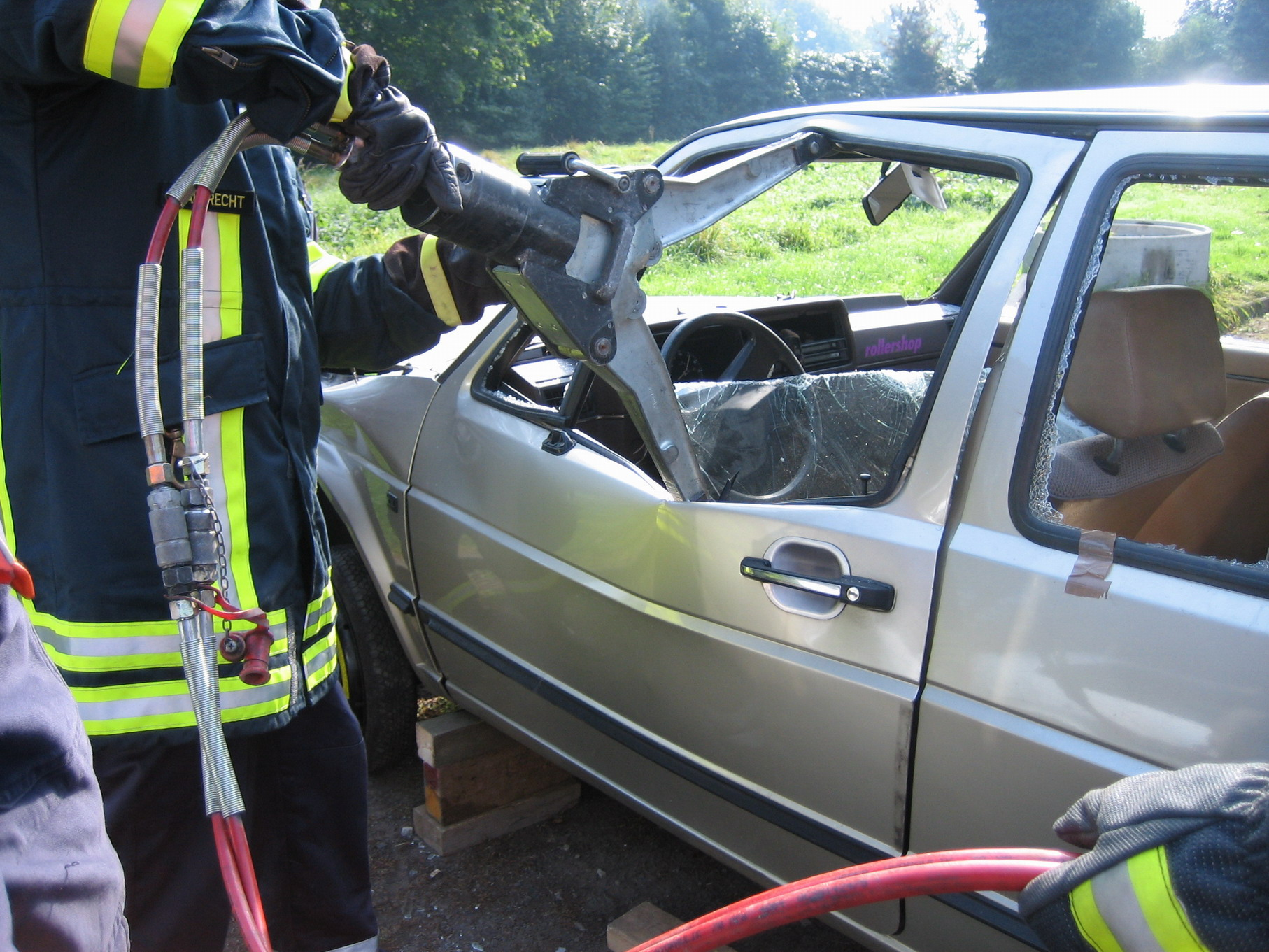
Un separador hidráulico en acción.

Anteriormente los rescatistas frecuentemente utilizaban sierras circulares para la extracción de víctimas con algunos inconvenientes. Las sierras podían generar chispas, lo cual podría iniciar un incendio, el ruido generado por el trabajo de las herramientas incrementaba el grado de estrés de la víctima aunado a que la labor era demasiado lenta. Alternativamente los rescatistas trataban de abrir el vehículo usando un pie de cabra o una barra de halligan, pero ello comprometía la estabilidad del vehículo o podía lastimarse a la víctima o activar inintencionalmente las bolsas de aire.
En comparación los separadores-cizalla hidráulicos son más rápidos, silenciosos y más versátiles: pueden cortar, abrir e incluso levantar un auto. Mandíbulas de vida es una marca registrada de una línea de herramientas desarrolladas por Hurst Performance para un uso inicial en carreras de autos. La mandíbulas de vida deben su nombre a Jack Allen Watson  uno de sus co-inventores, ya que al enviar los dibujos de las herramientas firmaba con sus iniciales J.A.W. De manera improvisada el nombre "Jaws" (Mandíbulas) comenzó a ser usado comúnmente, tiempo después sería definido oficialmente como "Jaws of life" (Mandíbulas de vida). El separador hidráulico fue desarrollado originalmente en 1972 por Hurst. Tiempo después desarrollaría una cizalla y luego un pistón. Cuando un ocupante está prensado -atrapado- la herramienta se usa para abrir, cortar la carrocería y extraerlo, ello lleva en promedio 2 minutos al cortar el techo de un auto.

## Tipos de herramienta

### Cizalla

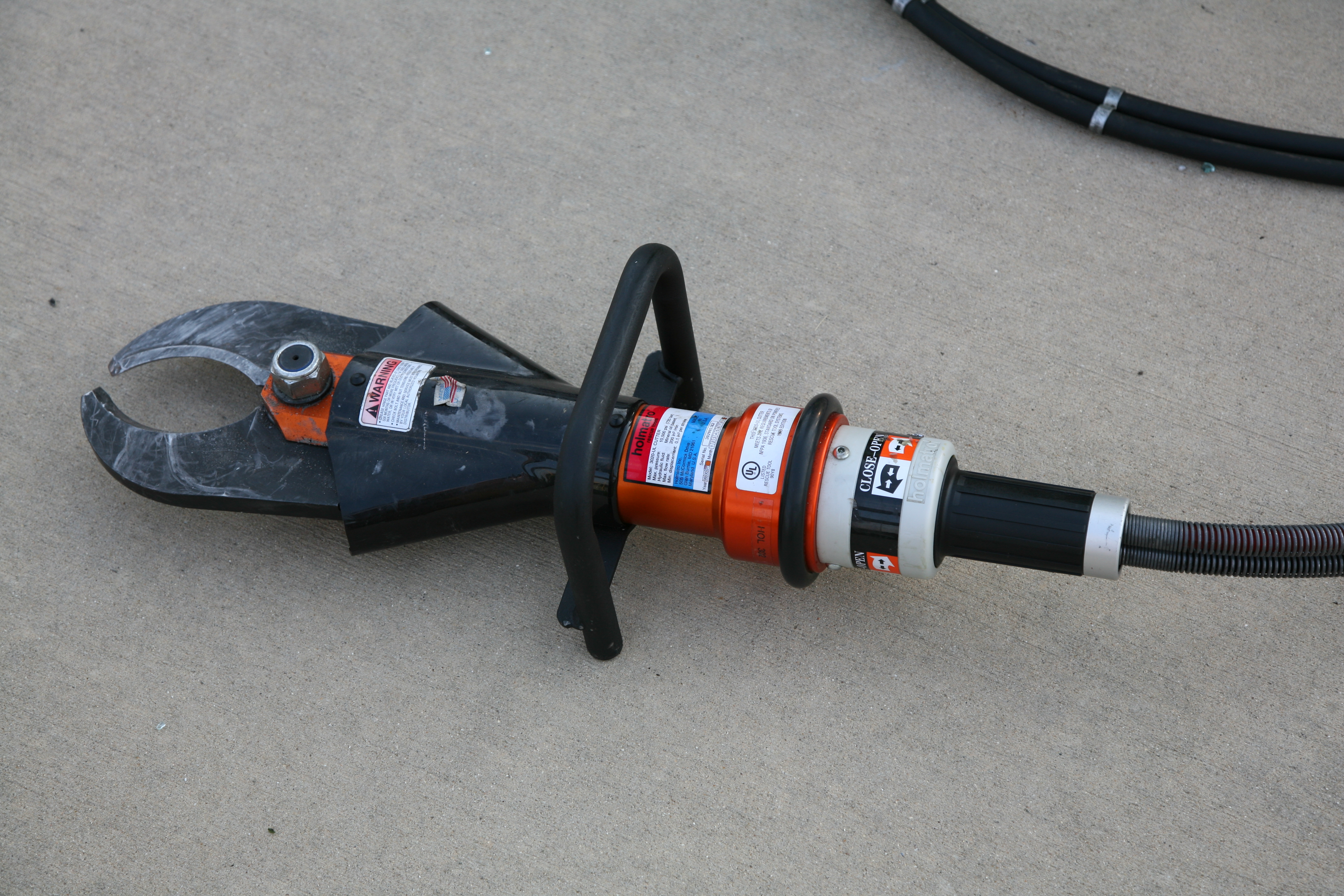
Tijera hidráulica.

La cizalla, tijera o comúnmente llamado "perico" es una herramienta hidráulica que está diseñado para cortar piezas de metal. La misma consiste en un par de tijeras accionadas hidráulicamente. A menudo se llama las mandíbulas de la vida, debido a la forma y la configuración de sus cuchillas. 
A veces su capacidad es especificada indicando el máximo diámetro de una barra sólida de acero que es capaz de cortar. Este tipo de herramienta es la más comúnmente utilizada para cortar a través de la estructura de un vehículo en una operación de extracción. Las cuchillas son reemplazables, y el desarrollo de la cuchilla avanza a medida que progresa la tecnología de vehículos con el fin de ser capaz de hacer frente a las nuevas tecnologías de protección de los vehículos.

### Separador
Un separador es una herramienta hidráulica diseñada con dos brazos que se unen en una punta estrecha, y que usa la presión hidráulica para separar o abrir trozos de metal que se han unido durante accidentes. La punta de la herramienta se puede insertar en un espacio estrecho entre dos paneles del vehículo (por ejemplo, entre dos puertas, o entre una puerta y un guardabarros), y al hacer funcionar la herramienta, se abren los dos brazos, separando las partes de metal en los paneles. Los separadores también se pueden usar para desgarrar y separar las puertas del vehículo de sus bisagras.

### Herramienta combinada

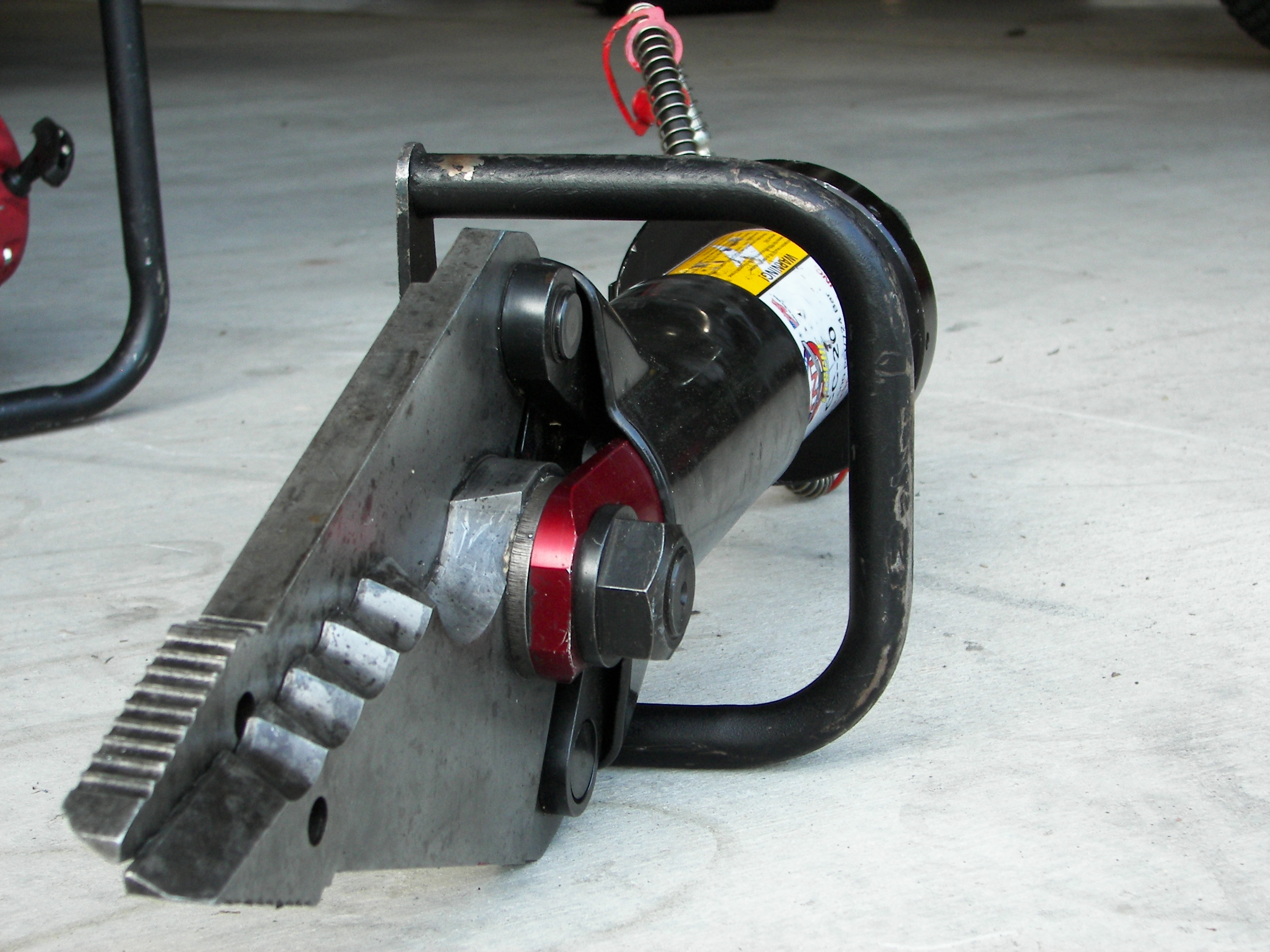
Detalle de una herramienta hidráulica de rescate combinada.

Mientras que un cortador o separador están diseñados para una aplicación particular, una herramienta combinada posee capacidad de corte y otras funciones en una sola herramienta. En funcionamiento, la punta de los brazos del separador -cortador se acuñan en una costura o espacio - por ejemplo, alrededor de una puerta de vehículo y el dispositivo comprometidos. La bomba hidráulica, que se adjunta a la herramienta o como una unidad separada, posee un pistón que empuja los brazos aparte con gran fuerza y se extiende la abertura. Una vez que la abertura se ha extendido, las cuchillas ahora abiertas pueden cambiarse de posición y morder el metal. Para ello se modifica la ubicación del dispositivo y las cuchillas se encuentran ahora en posición adecuada para cortar a través del metal. La repetición de este proceso permite a un rescatista abrir rápidamente una brecha suficientemente amplia como para liberar a una víctima atrapada. Las cuchillas se pueden abrir o cortar con una fuerza de varias toneladas o kilonewtons, y las puntas de los brazos se pueden abrir hasta un metro.
Esta operación también se puede realizar utilizando las herramientas hidráulicas específicas (cizalla y separador), que están diseñados especialmente para sus propias operaciones. Los separadores y  cortadores, a veces tienen capacidades más bajas en comparación con la herramienta especial (por ejemplo, un rango de abertura más pequeña), pero pueden ser útiles cuando los coches de bomberos y/o vehículos de rescate cuentan con poco espacio, o cuando el presupuesto no alcanza para adquirir dos herramientas en lugar de una combinada.
Muchos fabricantes utilizan el cuerpo de la herramienta de corte dedicada para la herramienta combinada. Cuchillas combinación especialmente diseñados que están diseñados para difundir y corte se utilizan en el cuerpo de la fresa. Si el usuario final decide posteriormente disponer de  un cortador y el separador independientes, las cuchillas de la herramienta combinada se pueden cambiar para que convertir la herramienta en una cizalla.

### Ariete expansible
El ariete expansible o ram, es utilizado en mucha menor medida que el separador o el cortador para rescates en vehículos; sin embargo, sirven un para un propósito importante. Hay muchos tipos y tamaños, incluyendo un pistón, doble pistón y cilindros telescópicos. En cuanto a su tamaño comúnmente varían de 50 cm a 178 cm (extendido). Los arietes usan más fluido hidráulico durante el funcionamiento que el separador o la cizalla, por lo que es esencial que la bomba que se utiliza, tenga la capacidad suficiente para permitir que el ariete pueda expandirse por completo.
Esta versátil herramienta, permite desplazar o separar estructuras, generando espacios que facilitan las maniobras de extracción, siendo también una herramienta que se ha modificado para su uso en otros tipos de tareas de rescate como el rescate urbano.